# Intramuros
Intramuros, (dal latino: intra, all'interno e muros, mura) o in spagnolo la Ciudad Morada (la Città Murata), è una municipalità filippina facente parte di Manila, città componente di Metro Manila. Si estende su una superficie di poco meno di mezzo chilometro quadrato ed è abitata, secondo le statistiche dell'anno 2010, da circa 5 000 persone. Il quartiere è delimitato a Nord dal fiume Pasig, a Est e Sud dal parco di Luneta e a Ovest dalla lunga Bonifacio drive che corre parallela al mare della Baia di Manila.

## Storia

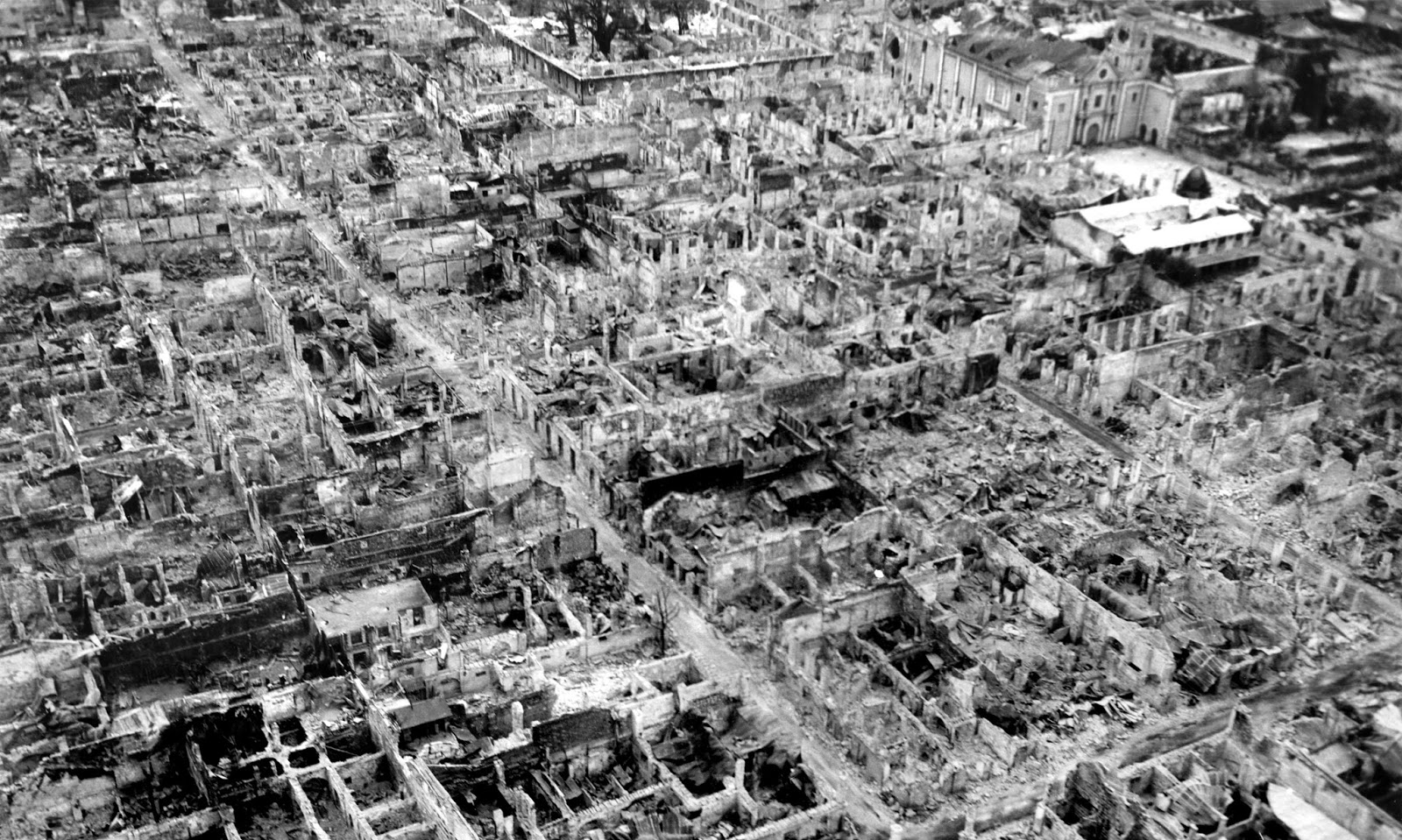
Intramuros nel maggio 1945, distrutta dagli americani

Prima dell'avvento degli spagnoli di Filippo II di Spagna nel 1571, l'area su cui sorge Intramuros era una prosperosa piccola comunità islamica capeggiata dal ragià Solimano, discendente di una famiglia reale del Brunei, adagiata sulla sponda Sud del fiume Pasig e organizzata nel regno di Maynila. La città di Maynila era un abitato ben difeso da schiere di uomini armati e protetto da una pesante palizzata, e il cui nome,Maynila, May-nila o May-nilad, derivava da un genere di mangrovia con caratteristici fiori bianchi, la nilad, da cui aveva avuto origine il toponimo May-nilad, ovvero "luogo dove crescono le nilad". Sul lato opposto del fiume Pasig sorgeva invece il Regno di Tondo (uno dei quartieri della moderna Manila), altro fiorente abitato governato da Ragià Lakandola.
Il regno di Maynila venne conquistato pacificamente il 19 giugno 1571 dal condottiero spagnolo Miguel López de Legazpi che fondò ufficialmente la nuova città di Intramuros il 24 di quello stesso mese elevandola al rango di capitale delle Isole Filippine. 
Intramuros è caratterizzata da un intreccio di strade perpendicolari che, in epoca spagnola, erano sede degli uffici governativi di Manila: il perimetro della città è munito di bastioni di protezione all'interno dei quali sono ricavate le porte di accesso alla città murata. Alcune lunette fortificate di forma triangolare sono ancora presenti: in particolare è sopravvissuta pressoché intatta la lunetta chiamata Baluarte de San Andres che dà il nome al Parco di Luneta che si estende vicino.
Consegnata intatta, dopo 300 anni di esistenza, dagli spagnoli agli americani in seguito al Trattato di Parigi del 1898, Intramuros fu praticamente cancellata dagli stessi americani durante i bombardamenti navali e terrestri del febbraio e marzo 1945, quando le truppe statunitensi sconfissero le truppe giapponesi che lì vi erano asserragliate: in un mese di bombardamenti più di centomila civili persero la vita, due delle porte furono gravemente danneggiate, circa il 95% dell'abitato venne raso al suolo, il 40% della cinta muraria fortificata venne abbattuta dai tank americani. Dalla distruzione di Intramuros uscì indenne la chiesa barocca cinquecentesca di San Agustín, dal 1993 bene protetto dell'UNESCO e unico edificio sacro sopravvissuto alla distruzione della città murata.